# 凱文·帕弗拉特
凱文·帕弗拉特（Kevin Paffrath，1992年1月28日—），是美国YouTuber、金融分析师、土地主和地產代理。帕弗拉特出生於德國，在他18个月大的时候他們全家移民到美國。凱文·帕弗拉特曾經以民主党候选人的身份參加2021年加利福尼亞州州長罷免，但是未能當選加利福尼亞州州長。